# Manfred Queck
Manfred Queck, né le 10 août 1941 à Johanngeorgenstadt et mort le 1er juillet 1977 dans la même localité, est un sauteur à ski est-allemand. 

## Biographie
Il émerge au niveau international lors de la Tournée des quatre tremplins 1966-1967, où il prend la cinquième place à Garmisch-Partenkirchen. Un an plus tard, il est deux fois septième sur cette compétition et devient aussi champion de RDA.
Il termine quatrième à l'épreuve du grand tremplin de saut à ski aux Jeux olympiques de 1968.

## Palmarès

### Jeux olympiques
| Épreuve / Édition | Grenoble 1968 |
| Petit tremplin    | 14e           |
| Grand tremplin    | 4e            |

### Tournée des quatre tremplins
Il obtient un podium sur la manche d'Oberstdorf en 1969-1970.